# Caledoniscincus
Genre
Caledoniscincus est un genre de sauriens de la famille des Scincidae.

## Répartition
Les 14 espèces de ce genre se rencontrent en Nouvelle-Calédonie et au Vanuatu.

## Liste des espèces
Selon The Reptile Database (30 août 2014) :
- Caledoniscincus aquilonius Sadlier, Bauer & Colgan, 1999
- Caledoniscincus atropunctatus (Roux, 1913)
- Caledoniscincus auratus Sadlier, Bauer & Colgan, 1999
- Caledoniscincus austrocaledonicus (Bavay, 1869)
- Caledoniscincus chazeaui Sadlier, Bauer & Colgan, 1999
- Caledoniscincus constellatus Sadlier, Whitaker, Wood & Bauer, 2012
- Caledoniscincus cryptos Sadlier, Bauer & Colgan, 1999
- Caledoniscincus festivus (Roux, 1913)
- Caledoniscincus haplorhinus (Günther, 1872)
- Caledoniscincus notialis Sadlier, Smith, Bauer & Wood, 2013
- Caledoniscincus orestes Sadlier, 1987
- Caledoniscincus pelletieri Sadlier, Whitaker, Wood & Bauer, 2014
- Caledoniscincus renevieri Sadlier, Bauer & Colgan, 1999
- Caledoniscincus terma Sadlier, Bauer & Colgan, 1999

## Publication originale
- Sadlier, 1987 : A review of the scincid lizards of New Caledonia. Records of the Australian Museum, vol. 39, no 1, p. 1-66 (texte intégral).